# Distrito de Kitashitara (Aichi)
El distrito de Kitashitara (北設楽郡 Kitashitara-gun?) es un distrito localizado en la prefectura de Aichi, Japón. En octubre de 2019 tenía una población estimada de 8.595 habitantes y una densidad de población de 15,5 personas por km². Su área total es de 553,2 km².

## Localidades
- Shitara
- Tōei
- Toyone